# ショーナ・ロバートソン
ショーナ・ロバートソン（Shauna Robertson、1974年12月18日 - ）は、カナダの映画プロデューサー。オンタリオ州出身。

## 作品
- スモーキング・ハイ
- 寝取られ男のラブ♂バカンス
- スーパーバッド 童貞ウォーズ
- 無ケーカクの命中男／ノックトアップ
- 40歳の童貞男
- 俺たちニュースキャスター
- エルフ 〜サンタの国からやってきた〜